# 42. Kurentovanje (2002)
Kurentovanje 2002 je bil dvainštirideseti uradni ptujski karneval, med 3. in 12. februarjem.
Letošnje Kurentovanje je bilo en dan krajše, zgolj 10-dnevno, zaradi zgodnjega datuma začetka (na svečnico), je po novem organizirala Lokalna turistično organizacija Ptuj (LTO Ptuj). Glavni vodja letošnjega Kurentovanja je bil Tadej Bojnec (v.d. direktorja LTO Ptuj), programski vodja pa Milan Gabrovec. Častni pokrovitelj je bil Borut Pahor, takratni predsednik državnega zbora. Na karnevalski povorki se je zbralo okrog 50.000 ljudi.
Ptujska podjetja, društva in ustanove (izjeme so šole) so letos zopet, že drugič zapored odpovedali udeležbo v nedeljski mednarodni karnevalski povorki. So pa po prvih ocenah letošnje pustne prireditve vseeno uspele.

## Celoten spored kurentovanja

### Uvod v pustni čas
| Od   | Dogodek                     | Dan                                                                                   | Obisk        |
| ---- | --------------------------- | ------------------------------------------------------------------------------------- | ------------ |
| 2001 | 2. kurentov (korantov) skok | Polnočno obredje ob ognju na Zokijevi domačiji v Budini (Svečnica – 2. na 3. februar) | 200 kurentov |

### Glavni tradicionalni dogodki
| Od   | Dogodek                            | Dan                      |
| ---- | ---------------------------------- | ------------------------ |
| 1998 | 5. Otvoritvena etnografska povorka | predpustna sobota (3.2.) |
| 1960 | 42. mednarodna karnevalska povorka | pustna nedelja (10.2.)   |
| 1960 | 42. Pokop pusta                    | pustna torek (12.2.)     |

### Večerni prikaz ptujskih etnografskih likov
Na Novem trgu so nastopali samo etnografski liki, na Mestnem trgu pa vsi.
| Datum | Liki                                              | Dan                   |
| --- | ------------------------------------------------- | --------------------- |
| Na Mestnem trgu vsak večer od 18. do 19. ure (nastopali so tudi razni artisti in ulični umetniki, na pustno soboto od 11. do 12. ure) |                                                   |                       |
| 4.2. | Etnografske skupine in kurenti                    | predpustni ponedeljek |
| 4.2. | Najmanjši leteči cirkus s predstavo MAČJI KAŠELJ  | predpustni ponedeljek |
| 5.2. | Etnografske skupine in kurenti                    | predpustni torek      |
| 5.2. | Klovnesa Eva Škofič                               | predpustni torek      |
| 6.2. | Etnografske skupine in kurenti                    | pustna sreda          |
| 6.2. | Gledališče Ane Monroe s predstavo ZLOČIN IN KAZEN | pustna sreda          |
| 7.2. | Etnografske skupine in kurenti                    | pustni četrek         |
| 7.2. | Artistična točka z ognjem MEFISTO                 | pustni četrek         |
| 8.2. | Etnografske skupine in kurenti                    | pustni petek          |
| 8.2. | KUD Priden možic s predstavo TAXI 2               | pustni petek          |
| 9.2. | Etnografske skupine in kurenti                    | pustna sobota         |
| 9.2. | Gledališče Ane Monroe s predstavo PIKNIK          | pustna sobota         |
| 11.2. | Etnografske skupine in kurenti                    | pustni ponedeljek     |
| 11.2. | Klovnesa Eva Škofič                               | pustni ponedeljek     |
| 12.2. | Jernej Kuntner                                    | pustni torek          |
| 12.2. | Pokop pusta od 16. do 17. ur3                     | pustni torek          |

### Karnevalski šotor
| Od   | Dogodek                             | Dan                  |
| ---- | ----------------------------------- | -------------------- |
| 1994 | 9. Veliki karnevalski ples v maskah | pustna sobota (9.2.) |

### Spremljevalni program
| Od   | Študentski dogodek                         | Dan                  |
| ---- | ------------------------------------------ | -------------------- |
| 2000 | 3. Kurentanc (Restavracija Pan, Kidričevo) | pustna sobota (9.2.) |

## Glavni dogodki

### 2. Kurentov skok (2.2.–3.2)
Zvonko Križaj oziroma 2. princ ptujskega karnevala "Matevž Zoki II" je hotel obuditi običaj iz otroštva, ko so si njegov oče in sosedje na Svečnico točno ob polnoči, prvič nadeli zvonce. Za to se je odločil da uvede novost, t.i. Kurentov skok, na njegovi domačiji v Budini ki pomeni uradni vstop v pustni čas. Za ta dogodek je značilno, da si kurenti ne nadenejo kožuha in maske, le zvonce, ježevke in gamaše. Na drugi skok je prišlo okrog 200 kurentov.

### 5. Srečanje slovenskih pustnih etnografskih likov in mask (3.2.)
3. februarja, ob 11. uri dopoldan, je bila otvoritvena slovesnost pred mestno hišo. Ptujski župan Miroslav Luci je za 11 dni simbolično predal mestno oblast, ki jo je prevzel tretji princ karnevala don Zlatko III oz. Zlatko Gajšek. Župan je imel v mestni hiši sprejem za cel kup eminentnih gostov. Prišli so častni pokrovitelj Borut Pahor (predsednik DZ); iz hrvaškega Loparja na Rabu sta prišla  župan Damir Paparič in  Alen Andreškić, direktor tamkajšnje Turistične skupnosti. Prišel pa je tudi takratni ameriški veleposlanik Johnny Young in si ogledal povorko z balkona mestne hiše.
Na petem srečanju pustnih likov in mask Slovenije, zaradi zgodnjega datuma izjemoma na predpustno nedeljo (in ne predpustno soboto) se je zbralo med 15.000 in 20.000 ljudi, v povorki pa je nastopilo 830 udeležencev iz 18 različnih tradicionalnih skupin, ki se bolj ali manj redno srečujejo; od tega okrog 400 kurentov iz 16 različnih skupin iz okolice Ptuja. Prišle so tudi vrbiške šjeme iz Ilirske Bistrice in Šoštanjski koši.

### 3. Kurentanc (9.2.)
9. februarja, na pustno soboto, je Klub ptujskih študentov (KPŠ) organiziral tretji Kurentanc z okrog 800 maskami, v restavraciji Pan, Kidričevo.

### 9. Veliki karnevalski ples v maskah (9.2.)
9. februarja, na pustno soboto zvečer, je potekal osrednji in najbolj obiskan dogodek v karnevalskem šotoru, velik karnevalski ples v maskah (bal).

### 42. Mednarodna karnevalska povorka (10.2.)
10. februarja, na pustno nedeljo, ob 14. uri, je mednarodno karnevalsko povorko obiskalo 50.000 ljudi, med njimi je bilo tudi veliko tujcev od Avstrijcev, Nemcev, Angležev in tudi nekaj Japoncev. Imenitna družba se je zbrala tudi v ptujski Mestni hiši. Prišli so trije ministri Janez Kopač, Jakob Presečnik in Rado Bohinc; poslanca Roman Jakič in Tone Anderlič, mariborski župan Boris Sovič, tradicionalni gost pa je bil takrat tudi Marjan Rožič (direktor TZS). Prišla sta tudi veleposlanika Ferdinand Mayrhofer-Grünbühl (Avstrija) in John Christen Ahlander (Švedska).Iz pobratenega francoskega mesta Saint Cyrsur Loire, je prišla petčlanska delegacija, ki jo je vodila podžupanja za mednarodne odnose in pobratenja Francine Lemarie. Avtobus gostov je prišel tudi iz prijateljskega in pobratenega Burghausena. Vse, tudi letošnjo miss Slovenije Rebeko Dremelj je gostil ptujski župan Miroslav Luci.
V nedeljski karnevalski povorki, eni najboljših in najštevilnejši v zadnjih desetih letih, je sodelovalo skupaj čez 60 skupin z okrog 1800 nastopajočimi; od tega je bilo 23 karnevalskih in šolskih skupin, ostalo so bile etnografske skupine. Od tujih so sodelovali le zvončarji. Karnevalska skupine v glavnem iz okolice Ptuja, so obračunale z nekaterimi aktualnimi dogodki, kot so prenagljeno vstopanje Slovenije v Evropo in v Nato, kako v Apačah ne sprejemajo nove vojašnice, seveda pa ni šlo tudi brez nogometa, za največje navdušence so iskale tudi možne poti na oglede tekem v Korejo in Japonsko.
Od šolskih skupin je imeli najboljši nastop OŠ Olge Meglič, ki so predstavljali Kelte. Opisi pričajo, da so bila keltska oblačila barvita in fina.
| ETNOGRAFSKI DEL; - Pihalni orkester Ptuj - Pokači - Kopjaši - Vile - Piceki - Jürek in Rabolj - Medvedi - Ploharji - Pobreški plesači - Baba deda nosi - Orači - Kurenti in Koranti - Zvončarji (Korensko, Hrvaška) - Zvončarji (Vlahov breg, Hrvaška) - ... in ostale etnografske skupine | KARNEVALSKI DEL; - Kelti (OŠ Olga Meglič) - Gradnja gradu (KTD Soviče-Dravci) - Titanik (Stojnci) - Čarovnik (Stojnci) - Pingvini (Stojnci) - Martin Krpan (Podvinci) - ... in 17 ostalih karnevalskih skupin |

### Pustni ponedeljek (11.2.)
11. februarja, na pustni ponedeljek, je bila v karnevalskem šotoru ob 16. uri velika otroška maškerada, večer pa je zabavo popestril Parnik valjak. Na Mestnem trgu pa je poleg etnografski mask in kurentov, že drugič na tem Kurentovanju nastopila klovnesa Eva Škofič.

### 42. Pokop pusta (12.2.)
Na pustni torek, 12. februarja, so v mestu od. 16. do 17. ure tudi uradno pokopali pust, za zabavo pa je poskrbel Jernej Kuntner. Vsi uradi, trgovine in šole so se zaprli že dopoldan. Že ob 14. uri pa je v karnevalski dvorani potekalo rajanje vrtcev in osnovnih šol.

## Karnevalska dvorana
Med 3. in 12. februarjem 2002 je bilo v karnevalskem šotoru (ločeno od etnografskih in karnevalskih sprevodov) potekal komercialni del z različnimi glasbenimi izvajalci (a ne več vsakodnevno), otroškimi povorkami, študentsko zabavo Kurentanc in veliko pustno sobotno zabavo.

### Parkirišče med cestnim in železniškim mostom
| Datum | Vsi nastopajoči                                       | Dan                   |
| ----- | ----------------------------------------------------- | --------------------- |
| 3.2.  | ↓ Od 17. do 1. ure zjutraj ↓                          | predpustna nedelja    |
| 3.2.  | Dubioza kolektiv in Emkej                             | predpustna nedelja    |
| 4.2.  | ↓ Od 20. do 1. ure zjutraj ↓                          | predpustni ponedeljek |
| 4.2.  | Davor Radolfi in Rimo Loco                            | predpustni ponedeljek |
| 5.2.  | ↓ Od 20. do 1. ure zjutraj ↓                          | predpustni torek      |
| 5.2.  | Maja Šuput & Enjoy in Minea                           | predpustni torek      |
| 6.2.  | ↓ PUSTNI ORFEJČEK (od 20. do 1. ure zjutraj) ↓        | pustna sreda          |
| 6.2.  | Natalija Kolšek in Gamsi                              | pustna sreda          |
| 7.2.  | ↓ Od 20. do 1. ure zjutraj ↓                          | pustni četrtek        |
| 7.2.  | Vlado Kreslin in Pero Lovšin                          | pustni četrtek        |
| 8.2.  | ↓ Od 20. do 1. ure zjutraj ↓                          | pustni petek          |
| 8.2.  | Nude in Tabu                                          | pustni petek          |
| 9.2.  | ↓ VELIKI KARNEVALSKI BAL (od 20. do 1. ure zjutraj) ↓ | pustna sobota         |
| 9.2.  | Štajerskih 7 in Fata (gostja)                         | pustna sobota         |
| 10.2. | ↓ Od 17. do 1. ure zjutraj ↓                          | pustni ponedeljek     |
| 10.2. | Vagabundi                                             | pustni ponedeljek     |
| 11.2. | ↓ Od 16. do 18. ure ↓                                 | pustni ponedeljek     |
| 11.2. | Velika otroška maškerada                              | pustni ponedeljek     |
| 11.2. | ↓ Od 20. do 1. ure zjutraj ↓                          | pustni ponedeljek     |
| 11.2. | Parni valjak                                          | pustni ponedeljek     |
| 12.2. | ↓ Od 16. do 18. ure ↓                                 | pustni torek          |
| 12.2. | Pustno rajanje vrtcev in osnovnih šol                 | pustni torek          |

## Pokrovitelji

### Glavni
- Mestna občina Ptuj

### Ostali
| - Mercator - Nova KBM - interexpo - Perutnina Ptuj - Kraft & Werk - Komunala Ptuj - Haloze - NES | - ljubljanska banka - METROPOLIS - Večer - proreklam europlakat - Zavarovalnica Maribor - Certus - Petrol - Ptujske pekarne in slaščičarne |  |

## Nagrade
Komisija v sestavi Andrej Brence, Milan Gabrovec in Majda Goznik je med karnevalske skupine razdelila pet nagrad. Ocenjevali so izvirnost, izdelava, aktualnost, številčnost in predstavitev na povorki. Po končani povorki je bila podelitev nagrad in priznanj v karnevalskem šotoru.

### Karnevalske skupine
|            | Nastopajoči                         | Nagrada          |
| ---------- | ----------------------------------- | ---------------- |
| 1. nagrada | »Gradnja gradu« (KTD Soviče-Dravci) | 200.000 tolarjev |
| 2. nagrada | »Ladja Titanik« (Stojnci)           | 100.000 tolarjev |
| 3. nagrada | »Pingvini« (Stojnci)                | 50.000 tolarjev  |
| 4. nagrada | »Čarovnice« (Stojnci)               | —                |
| 5. nagrada | »Martin Krpan« (Podvinci)           | —                |

## Etnografski liki
Avtohtoni etnografski liki iz Ptujskega polja, Dravskega polja ter z območja Haloz:
| - "Kurent" ali "Korant" (glavni etnografski lik) - "Pustni plesači" (Pobrežje, Videm) - "Pokači" (za srečo in blagostanje) - "Ploharji" (za čaranje plodnosti) - "Orači" (zarišejo magični krog) - "Hudič" (bojte, bojte, prihaja) - "Kopjaš" (ženitni lik) - "Cigani" (Dornava) | - "Moža išče kopanja" (slamnata nevesta) - "Kurike in piceki" (za dobro letino) - "Nagajivi medved" (Ptujsko polje) - "Baba deda nosi" (duhovi rajnih) - "Jürek in rabolj" (Haloze) - "Vile" (Zabovci) - "Ruse" (Ptujsko polje) |  |

## 3. Princ karnevala
Don Zlatko III (Zlatko Gajšek), je postal 3. princ karnevala, ki je imel je enoletni mandat. Inavguriran je bil na Martinovo leta 2001 točno ob 11.11 uri. Na otvoritvi karnevala je od župana prejel ključe mestne hiše in za 11 dni "prevzel" mestno oblast.

## Trasa

### Otvoritvena etnografska povorka (3.2.)
- Zadružni trg (start) – Pešmost – Dravska – Minoritski trg – Krempljeva – Mestni trg – Miklošičeva – Slomškova – Slovenski trg – Prešernova – Cankarjeva – Pešmost – Ob Dravi (zaključek)

### Mednarodna karnevalska povorka (10.2.)
- Osojnikova (start) – Gregorčičev drevored – Potrčeva – Ciril Metodov drevored – Osojnikova – Trstenjakova – Miklošičeva – Mestni trg – Krempljeva – Minoritski trg – Dravska – Pešmost – Ob Dravi (zaključek)

## Bližnji etnografski fašenki

### V okolici Ptuja
| #   | Povorka         | Dan               | Od   |
| --- | --------------- | ----------------- | ---- |
| 11. | Markovci        | pustna nedelja    | 1992 |
| 10. | Cirkovce        | pustni torek      | 1993 |
| 9.  | Cirkulane       | pustna sobota     | 1994 |
| 7.  | Videm pri Ptuju | pustni ponedeljek | 1996 |
| 3.  | Majšperk        | pustna sobota     | 2000 |